# Нови-Град (община, Босния и Герцеговина)
Община Нови-Град (босн. и хорв. Opština Novi Grad, серб. Општина Нови Град) — боснийская община, расположенная в южной части Федерации Боснии и Герцеговины. Административным центром является город Сараево.

## Население
По данным переписи населения 1991 года, в общине проживали 136616 человек из 3 населённых пунктов. По оценке на 2009 год, население составляет 4605 человек.